# 化学式量
化学式量（かがくしきりょう、英: chemical formula weight）とは、化学式（おもに組成式）に基づいて原子量と原子数の積の総和を求めた値である。場合によっては単に式量（しきりょう、formula weight）と呼ぶこともある。化学式量はその構成単位が分子として明確に決められない場合、たとえばCa2SO4･1/2H2Oのような無機化合物などに用いられる。イオンではイオン式量が、高分子では高分子式量が用いられる。これは分子が存在すると否とにかかわらずどんな物質に対しても適用できる包括的な用語であり、分子量よりも広義に用いられる。そして分子量同様、化学式が示す化学量論に基づき反応物あるいは生成物の量的関係を把握する際に利用される。
物質量と原子量との関係から自明なように、成分1ユニット当たりの原子量の総和である化学式量に、ユニット総数を意味するモル当量を乗じた値は、化学式が表現する消費あるいは生成する物質の総質量の値を示す。分子量も原子質量単位を基準とする相対質量比であるから、分子量に分子総数を意味するモル当量を乗じた値は化学式が表現する物質の総質量の値である。
化学式量とは異なり、分子量は原子質量単位を1とする実在する分子の相対質量意味し、例えば質量分析法 (MS) などで個々の分子についても実測できる量である。だが化学式量はあくまでも均質試料の全体について化学量論に基づいて定義されるものであり、ミクロな個々の要素粒子について定義されるものではない。例えば、高分子化合物のように個々の分子の質量が異なる場合は分子量分布や平均分子量が存在するが、化学式量としてはモノマーユニットやオリゴマーユニットの化学式による式量を使う。これは高分子の分子量とは全く別の量であり、例えば化学式量分布といったものは存在しない。
このように、分子量は分子のように明確に区分される構成粒子が存在しないと定義できないが、化学式量の場合は、イオン性物質や金属のような明確に区分される構成粒子が無くても構成比さえ決定できれば算術的に定義することが可能である。
例えば、五酸化二リンは構造式的にはP4O10で表現されるべきであるが、組成式としてはP2O5となる。そして化学量論的には当量を基準とした量的関係が成立する為に、P2O5を化学式量としてもP4O10を化学式量としても反応に関係する物質の重量比は変わらない為、量的関係を算出する上での問題は発生しない。
P2O5 + 3H2O → 2H3PO4
P4O10 + 6H2O → 4H3PO4
逆に、分子が分子式として表現されれば分子式の化学式量と分子量の値は定義により一致するので、分子式から分子量を算術的に求める際には暗黙のうちに化学式量が利用されている。なお具体的計算で数値を求める時には、「分子量」の記事に記載してあるような計算ソフト等も使える。